# Cybaeus strandi
Cybaeus strandi är en spindelart som beskrevs av Gábor von Kolosváry 1934. Cybaeus strandi ingår i släktet Cybaeus och familjen vattenspindlar. Inga underarter finns listade i Catalogue of Life.